# Mittlernhammer
Mittlernhammer ist ein Gemeindeteil des Markts Weidenberg im Landkreis Bayreuth (Oberfranken, Bayern). Mittlernhammer liegt in der Gemarkung Mengersreuth.

## Geografie
Das Dorf liegt an der Warmen Steinach und an der Staatsstraße 2181, die nach Sophienthal (0,7 km nordöstlich) bzw. nach Mengersreuth verläuft (0,5 km westlich).

## Geschichte
Der Ort wurde im Jahr 1419 als „unter dem Mittelhammer“ erstmals urkundlich erwähnt. Mittlernhammer gehörte zur Realgemeinde Mengersreuth. Gegen Ende des 18. Jahrhunderts bestand Mittlernhammer aus zwei Anwesen. Die Hochgerichtsbarkeit stand dem bayreuthischen Stadtvogteiamt Bayreuth zu. Grundherren waren das Amt Weidenberg (1 Mühle) und die Hofkanzlei Bayreuth (1 Gütlein).
Von 1797 bis 1810 unterstand der Ort dem Justiz- und Kammeramt Bayreuth. Mit dem Gemeindeedikt wurde Mittlernhammer dem 1812 gebildeten Steuerdistrikt Mengersreuth und der zugleich gebildeten Ruralgemeinde Mengersreuth zugewiesen. Am 1. Juli 1972 wurde Mittlernhammer nach Weidenberg eingemeindet.

### Einwohnerentwicklung
| Jahr      | 001818 | 001861 | 001871 | 001885 | 001900 | 001925 | 001950 | 001961 | 001970 | 001987 |
| Einwohner | *      | 41     | 32     | 35     | 30     | 40     | 72     | 67     | 64     | 42     |
| Häuser    | *      |        |        | 5      | 6      | 6      | 9      | 12     |        | 13     |
| Quelle    | [ 7 ]  | [ 10 ] | [ 11 ] | [ 12 ] | [ 13 ] | [ 14 ] | [ 15 ] | [ 16 ] | [ 17 ] | [ 1 ]  |

## Religion
Mittlernhammer ist seit der Reformation evangelisch-lutherisch geprägt und nach St. Michael (Weidenberg) gepfarrt.